# Dragutin Hrvoj
Dragutin pl. Hrvoj (Prilipje, 8. siječnja 1875. – Zagreb, 14. listopada 1941.), bio je hrvatski odvjetnik, pravaški političar i saborski zastupnik.

## Životopis
Dragutin Hrvoj rođen je u Prilipju kraj Jastrebarskoga, 1875. godine. Pohađao je Klasičnu gimnaziju u Zagrebu, te ju je završio 1894. godine.
Na izborima za Hrvatsko-slavonsko-dalmatinski sabor 1911. godine kao kandidat Stranke prava ušao je u Hrvatski državni sabor kao pobjednik u izbornom kotaru Garčinu.
Sudionik je sastanka svih narodnih zastupnika Stranke prava iz svih državnih i zemaljskih sabora Habsburške Monarhije održanog 12. siječnja 1912. godine u Zagrebu. Iz Kraljevine Hrvatske i Slavonije bili su osobno nazočni Cezar Akačić, Gjuro Balaško, Ivan Banjavčić, Ivica Frank, Aleksandar Horvat, Stjepan Lesny, Vuk pl. Kiš, Franjo pl. Kufrin, Franjo Hrustić, Marijan Mihaljković, Fran Milobar, Fran Novak, Ivan Peršić, Živko Petričić, Mate Polić, Stjepan pl. Pomper, Vladimir Prebeg, Ivan Ružić, Mile Starčević, Juraj Tomac, Drago Vlahović, Stipe Vučetić, Stjepan Zagorac i Ivan Zatluka, iz Kraljevine Dalmacije Mate Drinković, Ante Dulibić i Ivo Prodan, iz Bosne i Hercegovine Niko Čurić, Kosta Gjebić-Marušić, Milan Katičić, Dominik Mazzi, Nikola Mandić, Petar Mršić, Jozo Sunarić, biskup Ivan Šarić, Josip pl. Vancaš i Juraj Veseličić. Pismeno i brzojavno sastanku su se priključili ovi zastupnici: iz Bosne i Hercegovine Luka Begić, Aleksa Cvietić, Luka Cabrajić, Gjuro Džamonja, Mirko pl. Gjurkovečki, Viktor Jankiević, Marijan Marković, Alojzije Mišić, Oskar pl. Somogy i nadbiskup Josip Stadler, iz Kraljevine Dalmacije Mate Klarić, Petar Matulina, dr Mladinov, prof V. Perić, Ante Sesardić, Nikola Skurić i Petar Šimunić, iz Istre dr Červar, Kirac i Matko Laginja te od izaslanika stranačkih vijeća nazočili su Karlo Bošnjak, Josip Pazman i Mijo Tkalčić iz Kraljevine Hrvatske i Slavonije, Srećko Perišić iz Bosne i Hercegovine i Ivo Krstelj iz Kraljevine Dalmacije. Svi su prihvatili poslati homogijalni pozdrav.
Na izborima za Hrvatsko-slavonsko-dalmatinski sabor 1913. godine kao kandidat Hrvatsko-srpske koalicije (milinovačkih pravaša u njoj) ušao je u Hrvatski državni sabor kao pobjednik u izbornim kotarima Garčinu i Klanjcu.
Sudjelovao je na sastanku 28. studenoga 1916. godine koji se je održao je sastanak u župnom dvoru sv. Blaža u Zagrebu, kod tadašnjega župnika dr. Svetozara Rittiga. Nazočni su bili: Janko Šimrak, Ivica Peršić, Ante Pavelić stariji, Cezar Akačić, Dragutin pl. Hrvoj, Velimir Deželić mlađi i Petar Rogulja te Slovenci Anton Korošec i Karl Vertovšek. Većina prisutnih bili su pristaše Starčevićeve stranke prava (milinovci). Na sastanku se je trebalo dogovoriti o usmjeravanju hrvatske i »južnoslavenske« politike u nadolazećim danima. Prema mišljenju prisutnih, rješenje hrvatskoga nacionalno-državnog pitanja ovisilo je uglavnom o tome tko će pobijediti u svjetskom ratu. Točno prosuđujući da će pobijediti sile Antante, odlučili su da će podupirati ideju o oslobođenju »malih« naroda, tj. rušenju Austro-Ugarske Monarhije i stvaranja samostalne države Južnih Slavena. Taj su sastanak pripadnici Hrvatskog katoličkog pokreta, odnosno Seniorata uzimali kao klicu kasnijemu Narodnom vijeću i »deklaracijskom pokretu« nastalom nakon obznanjenja Svibanjske deklaracije.
Bio je izdavačem dnevnog lista Hrvatske misli iz Zagreba, koja je izlazila od 1920. godine.
Umro je u Zagrebu 1941. godine. Pokopan je na zagrebačkome groblju Mirogoju.

## Vanjske poveznice
- Hrvoj, Dragutin, (Stjepan Matković (2002.), hbl.lzmk.hr
- Stjepan Matković, Opsjenuti pravaš: Dragutin Hrvoj u hrvatskom političkom životu  Arhivirana inačica izvorne stranice od 2. siječnja 2022. (Wayback Machine), lzmk.hr